# Prva liga SR Jugoslavije 1997-1998
L'edizione 1997-98 del campionato jugoslavo fu la sesta della Repubblica Federale di Jugoslavia e vide la vittoria finale dell'Obilić.
Capocannoniere del torneo (della Prva liga A) fu Saša Marković (Železnik e Stella Rossa), con 27 reti.

## Formula
Le 12 squadre di ognuna delle due divisioni disputano un totale di 33 partite ciascuna: andata, ritorno, altra andata.
In Prva liga A:
La vincitrice è campione di R.F.Jugoslavia.
La 11ª classificata disputa uno spareggio con la 6ª della Prva B.
L'ultima classificata retrocede nella Druga liga SR Jugoslavije 1998-1999.
In Prva liga B:
Le prime cinque vengono promosse in Prva liga 1998-99.
La 6ª classificata disputa uno spareggio con la 11ª della Prva A.
Le ultime sei classificate retrocedono nella Druga liga SR Jugoslavije 1998-1999.
```
Questo è l'ultimo campionato con questa formula: la 
Prva liga SR Jugoslavije 1998-1999
 sarà a 
girone unico
 a 18 squadre.
```

## Prva liga A

### Squadre
| Squadra            | Città                | Stadio                 | Capienza | Così nel 1996-97 |
| ------------------ | -------------------- | ---------------------- | -------- | ---------------- |
| Partizan           | Belgrado             | Stadio Partizan        | 32 710   | Campione         |
| Stella Rossa       | Belgrado             | Stadio Stella Rossa    | 55 538   | 2º in 1A         |
| Vojvodina          | Novi Sad             | Stadio Karađorđe       | 17 204   | 3º in 1A         |
| Hajduk Kula        | Kula                 | Stadion Hajduk         | 6 000    | 4º in 1A         |
| Proleter Zrenjanin | Zrenjanin            | Stadio Karađorđev park | 13 500   | 5º in 1A         |
| Čukarički          | Čukarica, Belgrado   | Stadio Čukarički       | 7 000    | 6º in 1A         |
| Zemun              | Zemun, Belgrado      | Gradski Stadion Zemun  | 10 000   | 7º in 1A         |
| Mladost Lučani     | Lučani               | Stadio Mladost         | 5 000    | 8º in 1A         |
| Rad Belgrado       | Banjica, Belgrado    | Stadio Kralj Petar I   | 6 000    | 9º in 1A         |
| Budućnost          | Podgorica            | Stadion Pod Goricom    | 12 000   | 10º in 1A        |
| Obilić             | Stari Grad, Belgrado | Stadio Miloš Obilić    | 4 500    | 1º in 1B         |
| Železnik           | Čukarica, Belgrado   | Stadion Železnik       | 8 000    | 2º in 1B         |

### Squadra campione
- Allenatore: Dragomir Okuka

- giocatore/presenze/reti
- Milan Lešnjak
- Miroslav Savić (32/1)
- Nenad Lukić (32/0)
- Saša Kovačević (30/7)
- Zoran Ranković (29/23)
- Nenad Grozdić (29/4)
- Kuzman Babeu (29/4)
- Dragan Šarac (29/3)
- Marjan Živković (28/7)
- Živojin Juškić (28/4)
- Darko Nović (27/1)
- Ivan Vukomanović (24/3)
- Saša Viciknez (16/3)
- Sahmir Garčević (16/1)
- Darko Vargec (14/0)
- Goran Serafimović (8/0)
- Siniša Jelić (7/3)
- Veselin Popović (7/3)
- Ivan Litera (7/2)
- Predrag Filipović (7/0)
- Miroslav Milošević (7/0)
- Vladan Milosavljević (5/0)
- Duško Košutić (2/0)
- Zoran Ivić (2/0)
- Mirko Babić (1/1)
- Radovan Gajić (1/0)
- Slaviša Mitić (1/0)

Fonte: fcobilic.tripod.com

### Classifica
| Pos. | Squadra             | Pt | G  | V  | N | P  | GF | GS | DR  |
| ---- | ------------------- | -- | -- | -- | - | -- | -- | -- | --- |
| 1.   | Obilić              | 86 | 33 | 27 | 5 | 1  | 72 | 19 | +53 |
| 2.   | Stella Rossa        | 84 | 33 | 27 | 3 | 3  | 86 | 22 | +64 |
| 3.   | Partizan            | 70 | 33 | 22 | 4 | 7  | 73 | 38 | +35 |
| 4.   | Vojvodina           | 49 | 33 | 14 | 7 | 12 | 57 | 63 | -6  |
| 5.   | Rad Belgrado        | 42 | 33 | 12 | 6 | 15 | 35 | 39 | -4  |
| 6.   | Zemun               | 39 | 33 | 10 | 9 | 14 | 38 | 50 | -12 |
| 7.   | Hajduk Kula         | 35 | 33 | 10 | 5 | 18 | 32 | 51 | -19 |
| 8.   | Budućnost Podgorica | 33 | 33 | 8  | 9 | 16 | 27 | 53 | -26 |
| 9.   | Proleter Zrenjanin  | 32 | 33 | 10 | 2 | 21 | 40 | 64 | -24 |
| 10.  | Železnik            | 32 | 33 | 9  | 5 | 19 | 43 | 62 | -19 |
| 11.  | Čukarički           | 31 | 33 | 9  | 4 | 20 | 32 | 45 | -13 |
| 12.  | Mladost Lučani      | 30 | 33 | 9  | 3 | 21 | 25 | 54 | -29 |

Legenda:

      Campione di R.F.Jugoslavia e qualificato alla UEFA Champions League 1998-1999 

      Qualificato alla Coppa delle Coppe 1998-1999 

      Qualificato alla Coppa UEFA 1998-1999 

      Qualificato alla Coppa Intertoto 1998 

      Allo spareggio contro la 6ª di Prva liga B 1997-98 

      Retrocesso in Druga liga SR Jugoslavije 1998-1999 

3 punti per la vittoria, 1 per il pareggio, 0 per la sconfitta.

### Classifica marcatori
| Pos. | Giocatore        | Squadra                           | Reti |
| ---- | ---------------- | --------------------------------- | ---- |
| 1    | Saša Marković    | Železnik (16) / Stella Rossa (11) | 27   |
| 2    | Zoran Ranković   | Obilić                            | 23   |
| 3    | Dejan Stanković  | Stella Rossa                      | 15   |
| 4    | Zoran Jovičić    | Stella Rossa                      | 13   |
| 5    | Dragan Isailović | Partizan                          | 12   |
| 6    | Aleksandar Jović | Čukarički                         | 11   |
| 6    | Zoran Janković   | Železnik                          | 11   |
| 6    | Goran Obradović  | Partizan                          | 11   |
| 9    | Radovan Marković | Mladost Lučani                    | 10   |
| 9    | Dragan Jović     | Proleter Zrenjanin                | 10   |

Fonte: Gol(a) istina - Kraljevi strelaca

### Risultati
|                | Obi     | S.R     | Par     | Voj     | Rad     | Zem     | Haj     | Bud     | Pro     | Žel     | Čuk     | Mla     |
| -------------- | ------- | ------- | ------- | ------- | ------- | ------- | ------- | ------- | ------- | ------- | ------- | ------- |
| Obilić         | XXX     | 4:3 2:2 | 1:2     | 1:0 4:0 | 1:0 2:1 | 2:1     | 6:0 2:0 | 2:0     | 1:0     | 3:1 2:0 | 1:0     | 4:0     |
| Stella Rossa   | 0:1     | XXX     | 2:0 4:0 | 5:0     | 1:0     | 4:1 3:1 | 4:1     | 2:0 4:0 | 5:0 5:1 | 2:1     | 2:0 3:0 | 4:0 2:0 |
| Partizan       | 1:2 0:1 | 1:2     | XXX     | 5:6 2:1 | 2:1 1:0 | 10:3    | 4:1 1:1 | 6:0 4:0 | 4:1     | 3:0 4:0 | 1:0     | 2:0     |
| Vojvodina      | 1:1     | 1:7 1:3 | 2:3     | XXX     | 3:1     | 1:1 3:1 | 3:1     | 2:2 0:0 | 3:1 3:2 | 3:2     | 4:2 2:0 | 3:2 3:1 |
| Rad            | 0:4     | 0:1     | 1:1     | 0:2 2:0 | XXX     | 4:0     | 1:0     | 0:0 4:0 | 2:0 2:1 | 0:1     | 1:1 2:1 | 3:1 1:0 |
| Zemun          | 0:0 0:1 | 0:1     | 1:2 2:3 | 1:2     | 0:0 4:0 | ХХХ     | 1:0     | 5:1 0:0 | 2:1     | 3:1 2:2 | 1:0     | 1:0     |
| Hajduk Kula    | 0:4     | 0:0 0:1 | 0:1     | 2:2 2:0 | 0:0 2:1 | 4:1     | XXX     | 2:0     | 2:1 3:1 | 1:0     | 1:0     | 3:1 1:0 |
| Budućnost      | 0:0     | 1:1     | 1:1     | 2:3     | 0:1     | 1:1     | 0:0 1:0 | XXX     | 3:1 2:1 | 4:2 1:0 | 0:1 2:1 | 3:0 2:0 |
| Proleter       | 1:2 1:1 | 0:3     | 1:2 0:1 | 2:0     | 2:2     | 0:1 1:0 | 3:1     | 2:1     | XXX     | 2:1     | 0:3 2:1 | 2:0 1:0 |
| Železnik       | 3:4     | 3:4 2:1 | 1:1     | 1:1 2:1 | 2:0 1:1 | 2:1     | 2:1     | 2:0     | 1:4 2:3 | XXX     | 2:1     | 0:1     |
| Čukarički      | 0:1 1:3 | 1:3     | 1:2 0:1 | 2:1     | 1:2     | 1:1 0:0 | 4:1 1:0 | 2:0     | 3:1     | 1:1 1:0 | XXX     | 2:0     |
| Mladost Lučani | 1:5 0:2 | 0:1     | 0:2 2:0 | 0:0     | 3:1     | 0:0 0:1 | 2:1     | 1:0     | 2:1     | 3:2 2:1 | 0:0 3:0 | XXX     |

## Prva liga B

### Squadre
| Squadra             | Città               | Stadio                 | Capienza | Stagione 1996-97       |
| ------------------- | ------------------- | ---------------------- | -------- | ---------------------- |
| Bečej               | Bečej               | Stadio kraj Tise       | 3 000    | 11º in 1A              |
| Borac Čačak         | Čačak               | Čačak Stadium          | 6 000    | 12º in 1A              |
| Loznica             | Loznica             | Stadion Lagator        | 4 000    | 3º in 1B               |
| Radnički Niš        | Niš                 | Stadion Čair           | 18 000   | 4º in 1B               |
| OFK Belgrado        | Karaburma, Belgrado | Stadio Omladinski      | 20 000   | 5º in 1B               |
| Rudar Pljevlja      | Pljevlja            | Stadion pod Golubinjom | 10 000   | 6º in 1B               |
| Budućnost Valjevo   | Valjevo             | Park Pećina            | 6 000    | 7º in 1B               |
| Sutjeska            | Nikšić              | Stadion kraj Bistrice  | 10 800   | 8º in 1B               |
| Spartak Subotica    | Subotica            | Gradski stadion        | 13 000   | 10º in 1B              |
| Sartid              | Smederevo           | Stadio Smedereva       | 17 200   | 1º in Druga liga Ovest |
| Prishtina           | Priština            | Gradski stadion        | 13 200   | 1º in Druga liga Est   |
| Radnički Kragujevac | Kragujevac          | Stadio Čika Dača       | 22 100   | 2º in Druga liga Ovest |

### Classifica
| Pos. | Squadra             | Pt | G  | V  | N  | P  | GF | GS | DR  |
| ---- | ------------------- | -- | -- | -- | -- | -- | -- | -- | --- |
| 1    | OFK Belgrado        | 65 | 33 | 19 | 8  | 6  | 61 | 34 | +27 |
| 2    | Sartid              | 63 | 33 | 19 | 6  | 8  | 46 | 23 | +23 |
| 3    | Prishtina           | 60 | 33 | 17 | 9  | 7  | 57 | 28 | +29 |
| 4    | Spartak Subotica    | 56 | 33 | 17 | 5  | 11 | 56 | 40 | +16 |
| 5    | Radnički Niš        | 54 | 33 | 14 | 12 | 7  | 49 | 35 | +14 |
| 6    | Radnički Kragujevac | 53 | 33 | 16 | 5  | 12 | 50 | 43 | +7  |
| 7    | Budućnost Valjevo   | 45 | 33 | 13 | 6  | 14 | 43 | 52 | -9  |
| 8    | Rudar Pljevlja      | 43 | 33 | 13 | 4  | 16 | 44 | 54 | -10 |
| 9    | Sutjeska            | 32 | 33 | 8  | 8  | 17 | 34 | 43 | -9  |
| 10   | Loznica             | 28 | 33 | 7  | 7  | 19 | 24 | 46 | -22 |
| 11   | Borac Čačak         | 28 | 33 | 7  | 7  | 19 | 32 | 65 | -33 |
| 12   | Bečej               | 27 | 33 | 8  | 3  | 22 | 22 | 54 | -32 |

Legenda:

      Promosso in Prva liga SR Jugoslavije 1998-1999 

      Allo spareggio contro la 11ª di Prva liga A 1997-98 

      Retrocesso in Druga liga SR Jugoslavije 1998-1999 

Note:

3 punti per la vittoria, 1 per il pareggio, 0 per la sconfitta.

## Spareggi
A questi spareggi partecipano:
- Čukarički (11º in Prva Liga A)
- Radnički Kragujevac (6º in Prva Liga B)

```
Čukarički - 
Radnički Kragujevac
           1-0  0-1 
(4-5 
dtr
)
```

- Il Radnički Kragujevac viene promosso in Prva Liga, mentre il Čukarički retrocede in Druga Liga.